# Durazno y Convención
Durazno y Convención es el primer tema del álbum Mediocampo del cantante uruguayo Jaime Roos editado en el año 1984 bajo el sello Orfeo. 
La letra refiere a la esquina montevideana conformada por las calles Convención y Durazno, barrio donde el cantautor vivió de muy joven.  
Esta canción es una de las famosas de su autor, en la que no solo emplea la música popular de Uruguay sino también el lunfardo.
Musicalmente, puede dividirse en dos partes: la primera dedicada a la calle Durazno, está cantada por Roos y tiene aires de candombe beat; la otra dedicada a la calle Convención, que es cantada por Jorge Vallejo y que tiene aires más tropicales. La sección instrumental que une ambas partes representa la esquina donde confluyen las calles.

## Galería
En el videoclip de la canción se ven imágenes del propio Jaime Roos cantando por el Barrio Sur, el Dique Mauá y la Playa del Gas, entre otros.

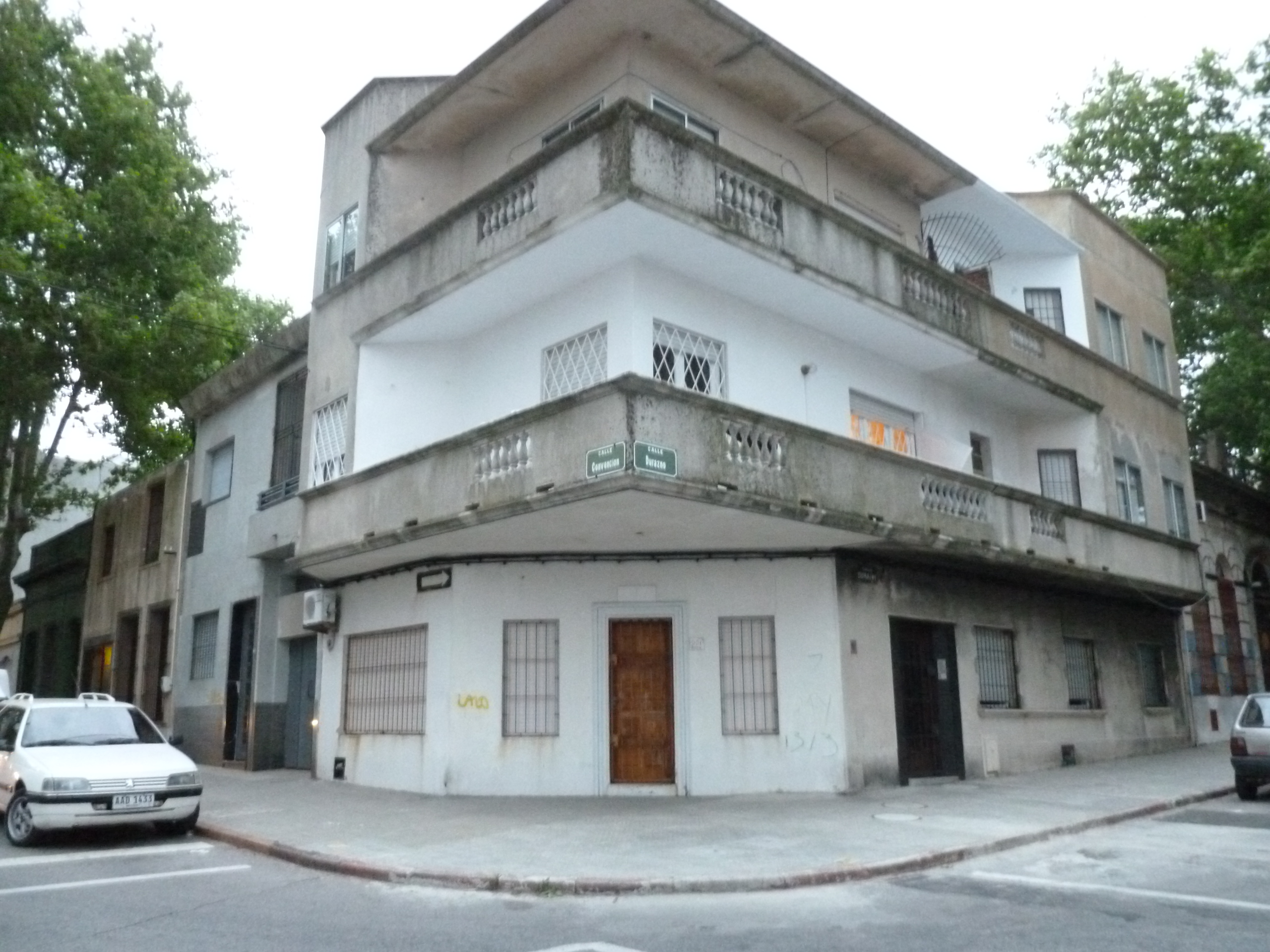
Esquina de Durazno y Convención en 2012.
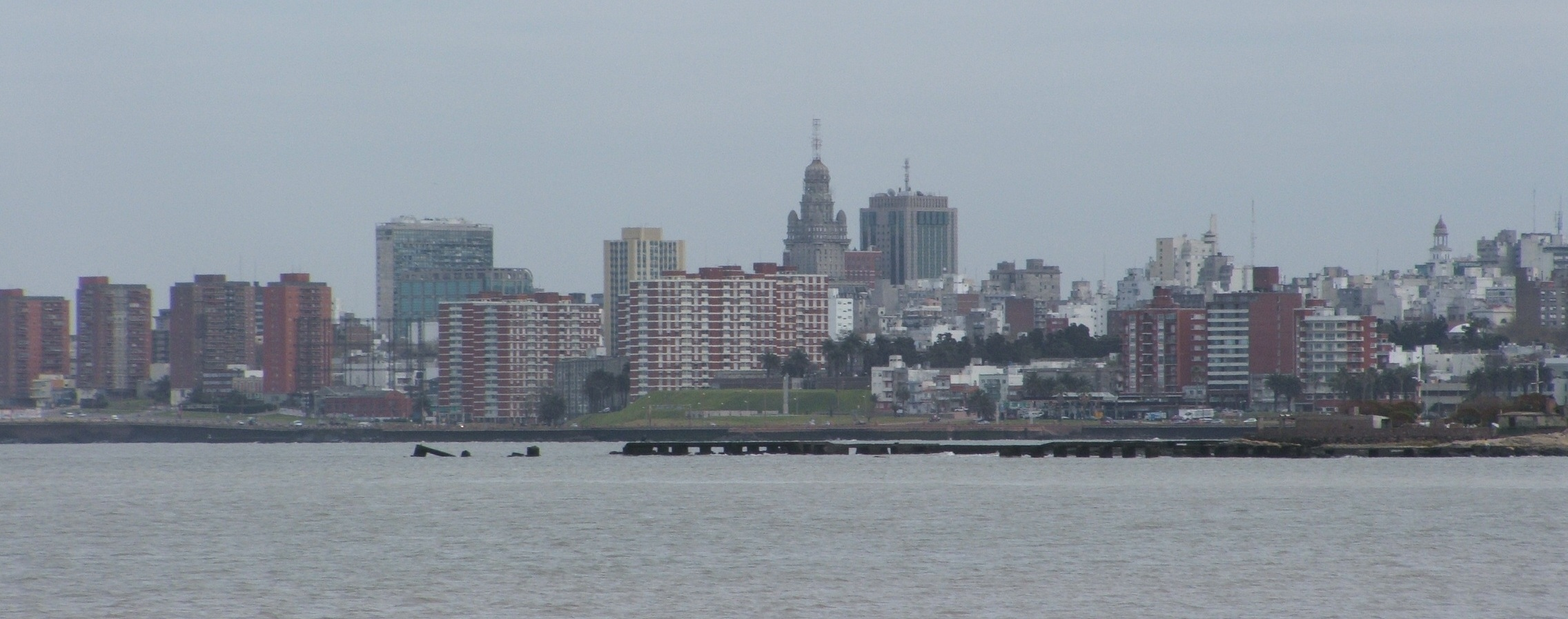
Rambla Sur en 2006.
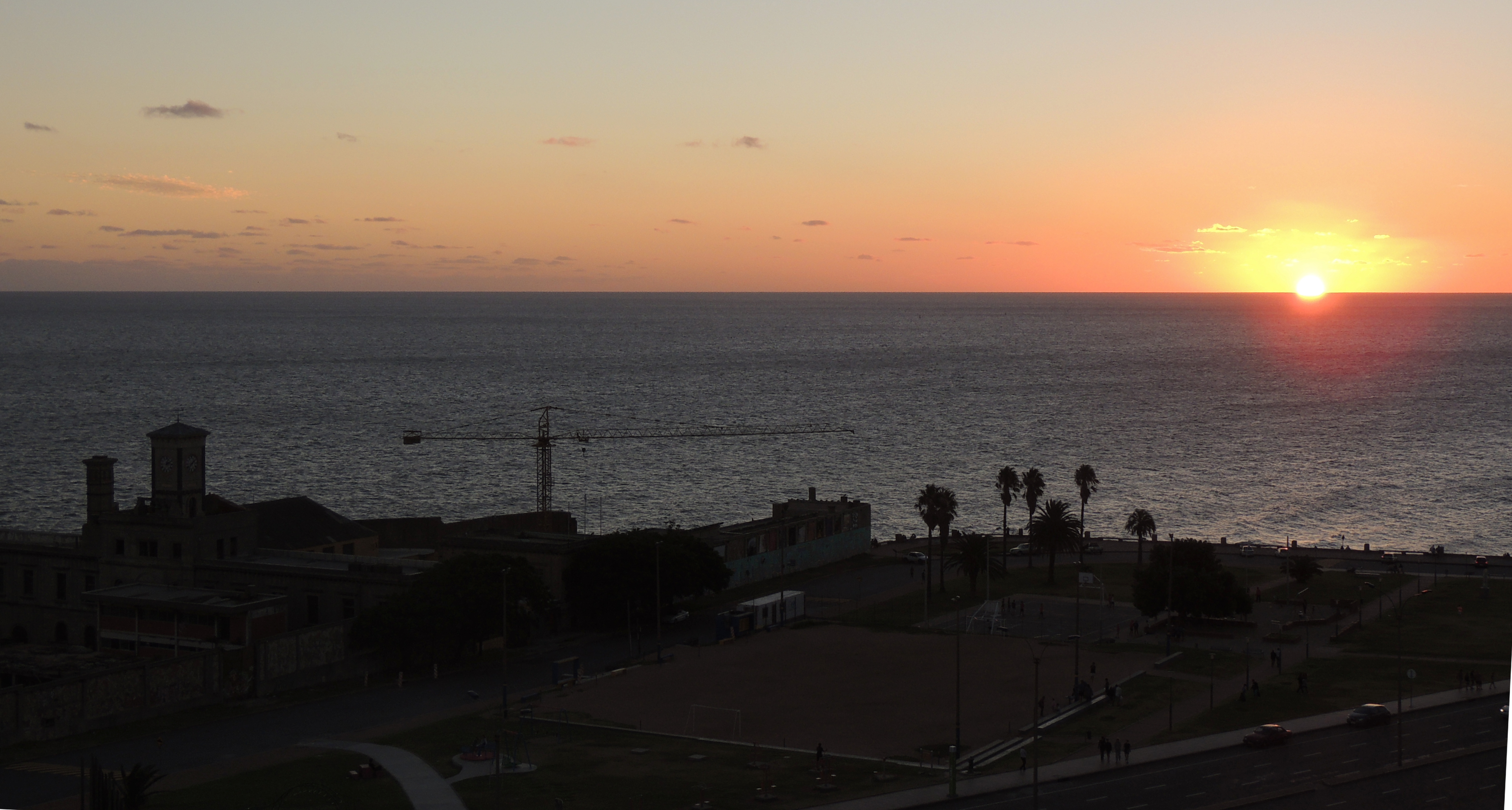
Dique Mauá en 2015.